# Jan Leonardus Moortgat
Jan Leonardus Moortgat (Steenhuffel, 13 september 1841 - Breendonk, 15 mei 1920) was de stichter van de Brouwerij Moortgat en politicus te Breendonk.

## Levensloop
Hij werd te geboren in het gezin van Petrus Jan Moortgat (1809-1857), brouwer te Steenhuffel én Maria Anna De Geest (1811-1884). Jan Leonardus bleef aanvankelijk zijn moeder helpen in de brouwerij tot zijn dertigste. Nadien liet hij het bedrijf aldaar over aan zijn broer Louis. 
In 1871 huwde hij met Maria De Block (1846-1910), kochten samen te Breendonk een stuk grond en richtten er een bier- en azijnbrouwerij op. Zij was de dochter van de pachters van het Spaans Kasteeltje, de eeuwenoude hoeve op de grens van Breendonk en Tisselt. Het brouwen werd gecombineerd met uitbaten van een boerderij. Brouwen was een winterse activiteit, aan landbouw deed men de rest van het jaar.
Daarnaast was Leonard schepen te Breendonk van 1876 tot 1915 onder het burgemeesterschap van de graven Maurice Louis Marie Gaston de Buisseret Steenbecque de Blarenghien (1831-1888) en diens zoon Robert (1863-1931).
In het begin van de 20ste eeuw liet hij de leiding over aan zijn zoon Joseph. Deze introduceerde er de pils maar kwam vroeg te overlijden. Nadien ging de leiding over op de andere zonen Victor en Albert Moortgat. Na de Eerste Wereldoorlog lanceerde men de Duvel en werd de brouwerij verder uitgebouwd van een familiaal bedrijf tot een grote speler op de Belgische markt.

## Volgende generaties
- Jan Leonardus Moortgat (1841-1920) - 1871 - stichter van de brouwerij in Breendonk
  - Joseph Moortgat (1875-1914) - introduceert de pils
  - Victor Moortgat (1882-1974) - maakte hun bier bekend buiten de streek
    - Emile Moortgat (1917-1993) - brouwer
    - Leon Moortgat (1918-1992) - deed de promotie
      - Philippe - bestuurder
      - Bernard - bestuurder
      - Michel - huidig CEO en manager van het jaar in 2010

  - Albert Moortgat (1890-1983) - brouwt de eerste Duvel - burgemeester van Breendonk
    - Gabriëlla Moortgat (1924-2012) - voorzitster Raad van Bestuur Brouwerij Moortgat
    - Marcel Moortgat (1927-1986) - directeur
    - Bert Moortgat (1931-2011) - voorzitter Raad van Bestuur Brouwerij Moortgat